# Vârful petrolului

Curba producţiei de petrol aşa cum a fost sugerată iniţial de M. King Hubbert în 1956.

Vârful petrolului  este momentul în care rata maximă de extracție a petrolului la nivel mondial este atinsă, după care rata de producție intră definitiv în declin.